# Zhou Guanyu

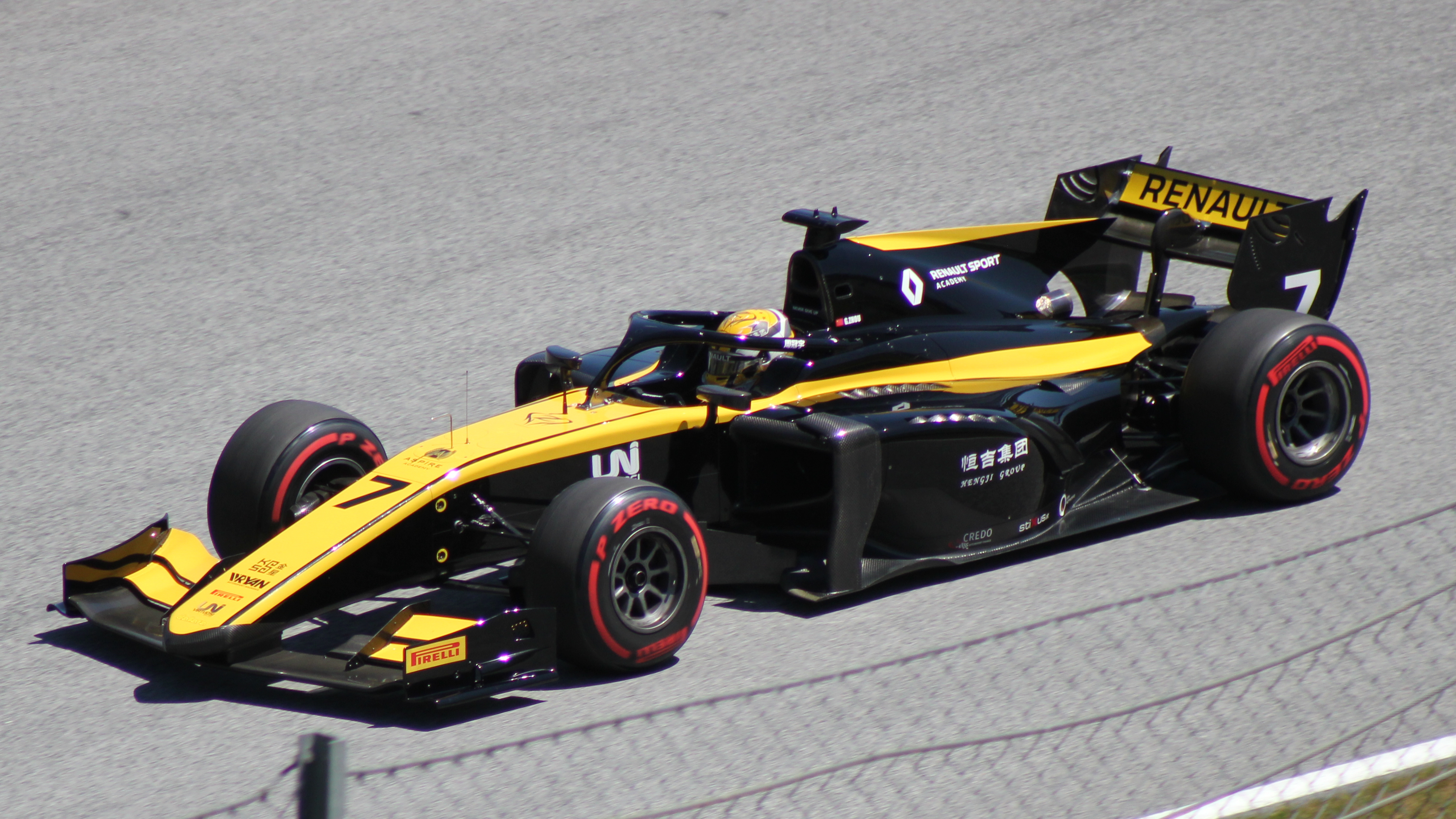
Zhou im Dallara F2 2018

Zhou Guanyu (chinesisch 周冠宇, Pinyin Zhōu Guànyǔ; * 30. Mai 1999 in Shanghai) ist ein chinesischer Automobilrennfahrer. Er fuhr zuletzt von 2022 bis 2024 in der Formel 1 und fuhr zuvor von 2019 bis 2021 in der FIA-Formel-2-Meisterschaft.

## Name
Gemäß der chinesischen Tradition wird sein Familienname Zhou dem Rufnamen vorangestellt. Sein Nachname (aus westlicher Sicht) ist also Zhou, sein Vorname Guanyu. Da der Name von seinem Team und Formel 1 in verschiedenen Reihenfolgen geschrieben wurde, kam es hierbei verschiedentlich zu Missverständnissen.

## Karriere
Zhou begann seine Motorsportkarriere 2007 im Kartsport, in dem er bis 2014 aktiv blieb. 2012 zog Zhou nach London und setzte seine Karriere dort fort. 2013 gewann er die europäische und britische Meisterschaft der Rotax Max Junior. 2014 wurde Zhou in die Ferrari Driver Academy, das Förderprogramm der Scuderia Ferrari aufgenommen. Seit 2019 ist er wiederum Teil der Renault Sport Academy, dem Förderprogramm des Renault-F1-Teams.
Ende 2014 debütierte Zhou im Formelsport und nahm für das Prema Powerteam an der Winter Trophy der italienischen Formel-4-Meisterschaft teil. Dabei wurde er bei beiden Rennen Dritter. 2015 erhielt Zhou ein Stammcockpit beim Prema Powerteam in der italienischen Formel-4-Meisterschaft. Bereits bei der zweiten Veranstaltung in Monza gelang es ihm, alle drei Rennen zu gewinnen. Es waren seine einzigen Siege. Er erzielte sechs weitere Podest-Platzierungen. Mit 223 zu 331 Punkten beendete er die Saison auf dem zweiten Platz hinter seinem Teamkollegen Ralf Aron. Darüber hinaus trat Zhou 2015 für das Prema Powerteam zu neun von 24 Rennen der deutschen Formel-4-Meisterschaft an. Dabei startete er beim ersten Rennwochenende für Italien. Mit einem zweiten Platz als bestem Ergebnis lag er am Saisonende auf dem 15. Gesamtrang.
Anfang 2016 ging Zhou für M2 Competition in der Toyota Racing Series an den Start. Mit einem Sieg wurde er Sechster in der Meisterschaft. Anschließend wechselte er zu Motopark in die europäische Formel-3-Meisterschaft 2016. Er erzielte bereits bei der ersten Veranstaltung mit einem dritten Platz eine Podest-Platzierung. Im weiteren Saisonverlauf folgte ein weiterer dritter Platz und er wurde 13. in der Fahrerwertung. 2017 trat Zhou erneut in der europäischen Formel-3-Meisterschaft an und wechselte zum Prema Powerteam. Während Prema die Teamwertung gewinnen konnte, wurde Zhou 8. im Gesamtranking.
2018 ging er abermals mit Prema in der europäischen Formel-3-Meisterschaft an den Start. Er konnte das erste Rennen gewinnen und schloss die Saison als 8. in der Gesamtwertung ab. Sein Teamkollege Mick Schumacher konnte die Meisterschaft für sich entscheiden.
Vor der Saison 2019 wurde bekannt, dass Zhou als Junior-Pilot für Renault unterwegs sein würde. Außerdem nahm er damit die Position eines Simulator- und Testpiloten ein. Seine erste Formel-2-Meisterschaft schloss Zhou 2019 als bester Rookie ab. Er startete in Silverstone von der Pole-Position und hält damit den Formel-2 Streckenrekord. Im Gesamtranking kam Zhou auf den 7. Rang. Aufgrund seiner starken Leistungen in seiner Debütsaison wurde Zhou mit dem in dieser Saison erstmals vergebenen Anthoine-Hubert-Award für den Rookie des Jahres ausgezeichnet. Diese Auszeichnung wurde zu Ehren des 2019 tödlich verunglückten Anthoine Hubert eingeführt, der ebenso wie Zhou im selben Jahr sein Debüt feierte.
2020 ging er erneut für das UNI-Virtuosi Team an den Start. Sein Teamkollege war zu dem Zeitpunkt Callum Ilott. Zudem übernahm er die Rolle eines Testfahrers für das Renault F1-Team. Mit einem Sieg und insgesamt sechs Podiumsplätzen beendete er die Saison auf dem 6. Platz mit 151,5 Punkten.
In der Saison 2021 fuhr Zhou eine weitere Saison für den britischen Rennstall. Im ersten Rennen der Saison in Bahrain fuhr er auf die Pole Position und konnte diese in seinen ersten Rennsieg in der Serie verwandeln. Im Meisterschaftskampf verlor er durch mehrere punktlose Rennen an Potenzial, sodass auch sein zweiter und dritter Saisonsieg seinen Chancen nicht half. Auf dem dritten Meisterschaftsrang liegend, konnte er am letzten Rennwochenende einen Sieg im zweiten Sprintrennen und einen zweiten Platz im Hauptrennen einfahren. Er beendete die Saison und seine F2-Karriere als Dritter in der Meisterschaft mit 4 Siegen, 1 Pole und 9 Podiumsplätzen.
Im Juli 2021 nahm er zum ersten Mal an einer Trainingssession der Formel 1 teil. Für die Formel-1-Weltmeisterschaft 2022 wurde Zhou schließlich im November 2021 als Stammfahrer für Alfa Romeo Racing bestätigt. Sein Teamkollege wird der Finne Valtteri Bottas. Als permanente Startnummer wählte er die Nummer 24, in Anlehnung an Kobe Bryant, den er als große Inspiration bezeichnet.
Am 20. März 2022 erzielte Zhou im ersten Rennen der Saison, dem Großen Preis von Bahrain, seinen ersten Punkt in der Formel-1-Weltmeisterschaft. Er ist damit der erste Chinese überhaupt, der an einem Formel 1 Rennen teilnahm und es in die Punkteränge schaffte. Am 3. Juli 2022 geriet Zhou beim Großen Preis von Großbritannien 2022 in einen schweren Unfall, bei dem sich sein Auto überschlug und anschließend mit dem Cockpit nach unten mehrere Meter über die Strecke schlitterte. Das Auto blieb zwischen einem Reifenstapel und dem Fangzaun liegen. Zhou blieb bei dem Unfall unverletzt und sagte später, das Halo-System habe ihm das Leben gerettet. Beim Großen Preis von Japan 2022 gelang ihm erstmals die schnellste Rennrunde seiner Karriere. Da er den Grand Prix jedoch nur auf Rang 16 beendete, blieb Zhou der Bonuspunkt verwehrt. Am Saisonende belegte er mit sechs Punkten den 18. Rang im Klassement.
Auch 2023 fuhr Zhou für Alfa Romeo. In Australien, Spanien und Katar erzielte er als jeweils Neunter Punkte. Beim Saisonauftakt in Bahrain erzielte er überdies die schnellste Rennrunde, welche aufgrund seines 16. Platzes nicht bepunktet wurde. Im September wurde sein Vertrag um ein weiteres Jahr verlängert. Mit sechs Punkten erzielte er den 18. Platz in der Gesamtwertung.
2024 erzielte er beim Großen Preis von Katar mit dem achten Platz seine einzige Punkteplatzierung der Saison. Mit vier Punkten belegte er den 20. Rang in der Gesamtwertung. Zhou behauptete sich intern gegenüber Bottas, welcher ohne Punkte den 22. Rang in der Gesamtwertung belegte. Im November wurde bekannt gegeben, dass er das Team am Ende der Saison verlassen wird. Für die Saison 2025 wurde er von Ferrari als Ersatzfahrer verpflichtet.

## Statistik

### Karrierestationen
- 2007–2014: Kartsport
- 2015: Italienische Formel 4 (Platz 2)
- 2015: Deutsche Formel 4 (Platz 15)
- 2016: Toyota Racing Series (Platz 6)
- 2016: Europäische Formel 3 (Platz 13)
- 2017: Europäische Formel 3 (Platz 8)
- 2018: Europäische Formel 3 (Platz 8)
- 2019: FIA-Formel 2 (Platz 7)
- 2020: FIA-Formel 2 (Platz 6)
- 2021: FIA-Formel 2 (Platz 3)
- 2022: Formel 1 (Platz 18)
- 2023: Formel 1 (Platz 18)
- 2024: Formel 1 (Platz 20)

### Einzelergebnisse in der italienischen Formel-4-Meisterschaft
| Jahr | Team             | 1   | 2   | 3   | 4   | 5   | 6   | 7   | 8   | 9   | 10  | 11  | 12  | 13  | 14  | 15  | 16  | 17  | 18  | 19  | 20  | 21  | Punkte | Rang |
| ---- | ---------------- | --- | --- | --- | --- | --- | --- | --- | --- | --- | --- | --- | --- | --- | --- | --- | --- | --- | --- | --- | --- | --- | ------ | ---- |
| 2015 | Prema Power Team | VAL | VAL | VAL | MNZ | MNZ | MNZ | IMO | IMO | IMO | MUG | MUG | MUG | ADR | ADR | ADR | IMO | IMO | IMO | MIS | MIS | MIS | 223    | 2.   |
| 2015 | Prema Power Team | 4   | 8   | 2   | 1   | 1   | 1   | 2   | DNF | 2   | 6   | 5   | 6   | 2   | 15  | 3   | 3   | 5   | 5   | 8   | 20* | 13  | 223    | 2.   |

### Einzelergebnisse in der deutschen Formel-4-Meisterschaft
| Jahr | Team            | 1   | 2   | 3   | 4   | 5   | 6   | 7   | 8   | 9   | 10  | 11  | 12  | 13  | 14  | 15  | 16  | 17  | 18  | 19  | 20  | 21  | 22  | 23  | 24  | Punkte | Rang |
| ---- | --------------- | --- | --- | --- | --- | --- | --- | --- | --- | --- | --- | --- | --- | --- | --- | --- | --- | --- | --- | --- | --- | --- | --- | --- | --- | ------ | ---- |
| 2015 | Prema Powerteam | OS1 | OS1 | OS1 | SPI | SPI | SPI | SPA | SPA | SPA | LAU | LAU | LAU | NÜR | NÜR | NÜR | SAC | SAC | SAC | OS2 | OS2 | OS2 | HOC | HOC | HOC | 45     | 15.  |
| 2015 | Prema Powerteam | 28  | 8   | 18  | 3   | 7   | DNF | 2   | DNF | 9   |     |     |     |     |     |     |     |     |     |     |     |     |     |     |     | 45     | 15.  |

### Einzelergebnisse in der Toyota Racing Series
| Jahr | Team           | 1   | 2   | 3   | 4   | 5   | 6   | 7   | 8   | 9   | 10  | 11  | 12  | 13  | 14  | 15  | Punkte | Rang |
| ---- | -------------- | --- | --- | --- | --- | --- | --- | --- | --- | --- | --- | --- | --- | --- | --- | --- | ------ | ---- |
| 2016 | M2 Competition | CHR | CHR | CHR | INV | INV | INV | HMP | HMP | HMP | TAU | TAU | TAU | MAN | MAN | MAN | 687    | 6.   |
| 2016 | M2 Competition | 5   | 3   | 4   | 7   | 6   | 8   | 7   | 1   | 4   | 4   | 3   | 3   | DNF | 10  | 17  | 687    | 6.   |

### Einzelergebnisse in der europäischen Formel-3-Meisterschaft
| Jahr | Team            | Motor      | 1   | 2   | 3   | 4   | 5   | 6   | 7   | 8   | 9   | 10  | 11  | 12  | 13  | 14  | 15  | 16  | 17  | 18  | 19  | 20  | 21  | 22  | 23  | 24  | 25  | 26  | 27  | 28  | 29  | 30  | Punkte | Rang |
| ---- | --------------- | ---------- | --- | --- | --- | --- | --- | --- | --- | --- | --- | --- | --- | --- | --- | --- | --- | --- | --- | --- | --- | --- | --- | --- | --- | --- | --- | --- | --- | --- | --- | --- | ------ | ---- |
| 2016 | Motopark        | Volkswagen | LEC | LEC | LEC | HUN | HUN | HUN | PAU | PAU | PAU | SPI | SPI | SPI | NOR | NOR | NOR | ZAN | ZAN | ZAN | SPA | SPA | SPA | NÜR | NÜR | NÜR | IMO | IMO | IMO | HOC | HOC | HOC | 101    | 13.  |
| 2016 | Motopark        | Volkswagen | 14  | 3   | 8   | 8   | 3   | 4   | 11  | DNF | NC  | 13  | 11  | 7   | DNF | 6   | 4   | 16  | 18  | 16  | 17  | 8   | 11  | 12  | 12  | 12  | 6   | 5   | 10  | 11  | 13  | 11  | 101    | 13.  |
| 2017 | Prema Powerteam | Mercedes   | SIL | SIL | SIL | MNZ | MNZ | MNZ | PAU | PAU | PAU | HUN | HUN | HUN | NOR | NOR | NOR | SPA | SPA | SPA | ZAN | ZAN | ZAN | NÜR | NÜR | NÜR | SPI | SPI | SPI | HOC | HOC | HOC | 149    | 8.   |
| 2017 | Prema Powerteam | Mercedes   | 7   | 7   | DNF | 5   | 6   | 10  | DNF | DNF | 10  | 7   | 3   | 4   | 3   | 8   | 12  | 12  | DNF | 3   | 16  | 8   | 4   | 9   | 13  | DNF | 9   | 19  | 14  | 13  | 3   | 3   | 149    | 8.   |
| 2018 | Prema Powerteam | Mercedes   | PAU | PAU | PAU | HUN | HUN | HUN | NOR | NOR | NOR | ZAN | ZAN | ZAN | SPA | SPA | SPA | SIL | SIL | SIL | MIS | MIS | MIS | NÜR | NÜR | NÜR | SPI | SPI | SPI | HOC | HOC | HOC | 203    | 8.   |
| 2018 | Prema Powerteam | Mercedes   | 1   | 12  | 13  | 2   | 4   | 5   | 9   | 12  | 4   | 2   | 3   | 2   | DNF | DNF | 13  | DNF | 6   | 8   | 4   | 11  | DNF | 7   | 8   | 10  | 12  | 9   | 11  | 1   | 10  | 5   | 203    | 8.   |

### Einzelergebnisse in der FIA-Formel-2-Meisterschaft
| Jahr | Team                | Motor      | 1   | 2   | 3   | 4   | 5   | 6   | 7   | 8   | 9   | 10  | 11  | 12  | 13  | 14  | 15  | 16  | 17  | 18  | 19  | 20  | 21  | 22  | 23  | 24  | Punkte | Rang |
| ---- | ------------------- | ---------- | --- | --- | --- | --- | --- | --- | --- | --- | --- | --- | --- | --- | --- | --- | --- | --- | --- | --- | --- | --- | --- | --- | --- | --- | ------ | ---- |
| 2019 | UNI-Virtuosi        | Mecachrome | BRN | BRN | AZE | AZE | ESP | ESP | MON | MON | FRA | FRA | AUT | AUT | GBR | GBR | HUN | HUN | BEL | BEL | ITA | ITA | RUS | RUS | UAE | UAE | 140    | 7.   |
| 2019 | UNI-Virtuosi        | Mecachrome | 10  | 4   | DNF | 10  | 3   | 4   | 5   | 3   | 4   | 3   | 6   | 8   | 3   | 8   | 9   | 9   | C   | C   | DNF | 4   | 10  | 5   | 3   | 8   | 140    | 7.   |
| 2020 | UNI-Virtuosi Racing | Mecachrome | AUT | AUT | AUT | AUT | HUN | HUN | GBR | GBR | GBR | GBR | ESP | ESP | BEL | BEL | ITA | ITA | ITA | ITA | RUS | RUS | BHR | BHR | BHR | BHR | 151,5  | 6.   |
| 2020 | UNI-Virtuosi Racing | Mecachrome | 17  | 14  | 3   | 4   | 10  | 8   | 2   | 9   | 9   | 5   | 3   | 14  | 7   | 3   | 5   | DNF | DNF | 5   | 8   | 1   | 14  | 5   | 2   | 4   | 151,5  | 6.   |
| 2021 | UNI-Virtuosi Racing | Mecachrome | BHR | BHR | BHR | MON | MON | MON | AZE | AZE | AZE | GBR | GBR | GBR | ITA | ITA | ITA | RUS | RUS | RUS | KSA | KSA | KSA | UAE | UAE | UAE | 183    | 3.   |
| 2021 | UNI-Virtuosi Racing | Mecachrome | 7   | 3   | 1   | 1   | 15  | 5   | 3   | DNF | 13  | DNF | 11  | 1   | 2   | 8   | 2   | DNS | C   | 6   | 17  | 8   | 4   | 8   | 1   | 2   | 183    | 3.   |

| Legende  | Legende            | Legende                                                          |
| Farbe    | Abkürzung          | Bedeutung                                                        |
| -------- | ------------------ | ---------------------------------------------------------------- |
| Gold     | –                  | Sieg                                                             |
| Silber   | –                  | 2. Platz                                                         |
| Bronze   | –                  | 3. Platz                                                         |
| Grün     | –                  | Platzierung in den Punkten                                       |
| Blau     | –                  | Klassifiziert außerhalb der Punkteränge                          |
| Violett  | DNF                | Rennen nicht beendet (did not finish)                            |
| Violett  | NC                 | nicht klassifiziert (not classified)                             |
| Rot      | DNQ                | nicht qualifiziert (did not qualify)                             |
| Rot      | DNPQ               | in Vorqualifikation gescheitert (did not pre-qualify)            |
| Schwarz  | DSQ                | disqualifiziert (disqualified)                                   |
| Weiß     | DNS                | nicht am Start (did not start)                                   |
| Weiß     | WD                 | zurückgezogen (withdrawn)                                        |
| Hellblau | PO                 | nur am Training teilgenommen (practiced only)                    |
| Hellblau | TD                 | Freitags-Testfahrer (test driver)                                |
| ohne     | DNP                | nicht am Training teilgenommen (did not practice)                |
| ohne     | INJ                | verletzt oder krank (injured)                                    |
| ohne     | EX                 | ausgeschlossen (excluded)                                        |
| ohne     | DNA                | nicht erschienen (did not arrive)                                |
| ohne     | C                  | Rennen abgesagt (cancelled)                                      |
| ohne     | keine WM-Teilnahme |                                                                  |
| sonstige | P/fett             | Pole-Position                                                    |
| sonstige | 1/2/3/4/5/6/7/8    | Punktplatzierung im Sprint-/Qualifikationsrennen                 |
| sonstige | SR/kursiv          | Schnellste Rennrunde                                             |
| sonstige | *                  | nicht im Ziel, aufgrund der zurückgelegten Distanz aber gewertet |
| sonstige | ()                 | Streichresultate                                                 |
| sonstige | unterstrichen      | Führender in der Gesamtwertung                                   |

### Statistik in der Formel-1-Weltmeisterschaft
Diese Statistik umfasst alle Teilnahmen des Fahrers an der Formel-1-Weltmeisterschaft.

#### Gesamtübersicht
(Stand: Saisonende 2024)
| Saison | Team                      | Chassis         | Motor                | Rennen | Siege | Zweiter | Dritter | Poles | schn. Rennrunden | Punkte | WM-Pos. |
| ------ | ------------------------- | --------------- | -------------------- | ------ | ----- | ------- | ------- | ----- | ---------------- | ------ | ------- |
| 2022   | Alfa Romeo F1 Team ORLEN  | Alfa Romeo C42  | Ferrari 1.6 V6 Turbo | 22     | −     | −       | −       | −     | 1                | 6      | 18.     |
| 2023   | Alfa Romeo F1 Team Stake  | Alfa Romeo C43  | Ferrari 1.6 V6 Turbo | 22     | −     | −       | −       | −     | 1                | 6      | 18.     |
| 2024   | Stake F1 Team Kick Sauber | Kick Sauber C44 | Ferrari 1.6 V6 Turbo | 24     | −     | −       | −       | −     | −                | 4      | 20.     |
| Gesamt | Gesamt                    | Gesamt          | Gesamt               | 68     | −     | −       | −       | −     | 2                | 16     |         |

#### Einzelergebnisse
| Saison | 1  | 2  | 3   | 4   | 5   | 6  | 7   | 8  | 9   | 10 | 11  | 12 | 13  | 14 | 15 | 16  | 17 | 18 | 19 | 20  | 21 | 22 | 23 | 24 |
| ------ | -- | -- | --- | --- | --- | -- | --- | -- | --- | -- | --- | -- | --- | -- | -- | --- | -- | -- | -- | --- | -- | -- | -- | -- |
| 2022   |    |    |     |     |     |    |     |    |     |    |     |    |     |    |    |     |    |    |    |     |    |    |    |    |
| 10     | 11 | 11 | 15  | DNF | DNF | 16 | DNF | 8  | DNF | 14 | 16* | 13 | 14  | 16 | 10 | DNF | 16 | 12 | 13 | 12  | 12 |    |    |    |
| 2023   |    |    |     |     |     |    |     |    |     |    |     |    |     |    |    |     |    |    |    |     |    |    |    |    |
| 16     | 13 | 9  | DNF | 16  | C   | 13 | 9   | 16 | 12  | 15 | 16  | 13 | DNF | 14 | 12 | 13  | 9  | 13 | 14 | DNF | 15 | 17 |    |    |
| 2024   |    |    |     |     |     |    |     |    |     |    |     |    |     |    |    |     |    |    |    |     |    |    |    |    |
| 11     | 18 | 15 | DNF | 14  | 14  | 15 | 16  | 15 | 13  | 17 | 18  | 19 | DNF | 20 | 18 | 14  | 15 | 19 | 15 | 15  | 13 | 8  | 13 |    |

| Legende  | Legende            | Legende                                                          |
| Farbe    | Abkürzung          | Bedeutung                                                        |
| -------- | ------------------ | ---------------------------------------------------------------- |
| Gold     | –                  | Sieg                                                             |
| Silber   | –                  | 2. Platz                                                         |
| Bronze   | –                  | 3. Platz                                                         |
| Grün     | –                  | Platzierung in den Punkten                                       |
| Blau     | –                  | Klassifiziert außerhalb der Punkteränge                          |
| Violett  | DNF                | Rennen nicht beendet (did not finish)                            |
| Violett  | NC                 | nicht klassifiziert (not classified)                             |
| Rot      | DNQ                | nicht qualifiziert (did not qualify)                             |
| Rot      | DNPQ               | in Vorqualifikation gescheitert (did not pre-qualify)            |
| Schwarz  | DSQ                | disqualifiziert (disqualified)                                   |
| Weiß     | DNS                | nicht am Start (did not start)                                   |
| Weiß     | WD                 | zurückgezogen (withdrawn)                                        |
| Hellblau | PO                 | nur am Training teilgenommen (practiced only)                    |
| Hellblau | TD                 | Freitags-Testfahrer (test driver)                                |
| ohne     | DNP                | nicht am Training teilgenommen (did not practice)                |
| ohne     | INJ                | verletzt oder krank (injured)                                    |
| ohne     | EX                 | ausgeschlossen (excluded)                                        |
| ohne     | DNA                | nicht erschienen (did not arrive)                                |
| ohne     | C                  | Rennen abgesagt (cancelled)                                      |
| ohne     | keine WM-Teilnahme |                                                                  |
| sonstige | P/fett             | Pole-Position                                                    |
| sonstige | 1/2/3/4/5/6/7/8    | Punktplatzierung im Sprint-/Qualifikationsrennen                 |
| sonstige | SR/kursiv          | Schnellste Rennrunde                                             |
| sonstige | *                  | nicht im Ziel, aufgrund der zurückgelegten Distanz aber gewertet |
| sonstige | ()                 | Streichresultate                                                 |
| sonstige | unterstrichen      | Führender in der Gesamtwertung                                   |